# Pascal Potié
Pascal Potié (* 15. März 1964 in Seclin) ist ein ehemaliger französischer Radrennfahrer.

## Sportliche Laufbahn
Potié war im Bahnradsport und im Straßenradsport aktiv. Er war Teilnehmer der Olympischen Sommerspiele 1984 in Los Angeles. In der Mannschaftsverfolgung kam Frankreich mit Didier Garcia, Éric Louvel, Pascal Potié und Pascal Robert auf den 6. Rang.
Bei den Spielen 1988 in Seoul war er erneut am Start. In der Mannschaftsverfolgung unterlag der französische Bahnvierer mit Hervé Dagorné, Pascal Lino, Didier Pasgrimaud und Pascal Potié gegen Australien im Endlauf um den 3. Platz.
1992 kam Frankreich bei den Spielen in Barcelona mit Hervé Dagorné, Philippe Ermenault, Daniel Pandèle und Pascal Potié auf den 11. Rang. In der nationalen Meisterschaft in der Einerverfolgung wurde er 1992 Zweiter.
Im Straßenradsport gewann Potié 1987 eine Etappe der Griechenland-Rundfahrt.